# 西倉努
西倉努（にしくらつとむ、1948年-　）は、日本の建築家。ユニバァサル設計代表取締役。東京都生まれ。

## 経歴
1970年、日本大学工学部建築学科卒業。同年 株式会社ユニバァサル設計入社。
1980年から、ユニバァサル設計取締役副社長。1992年から代表取締役、現在に至る。 2005年より、日本大学理工学部建築学科非常勤講師。
社団法人東京都建築士事務所協会副会長、神奈川県設計協同組合連合会副会長など歴任。
1984年 社団法人東京都建築士会「私の考える住環境とすまい」入賞、1993年 神奈川県建築コンクール優秀作品賞受賞、1999年 埼玉県川越市建築設計優秀作品賞受賞。
おもな作品に、国立大蔵病院研修棟、日本大学理工学部土木測量実習棟、佐島電機高崎ビル、相模原市立麻溝公園陸上競技場、康耀堂美術館、神奈川県立津久井やまゆり園、などがある。